# 打樁機

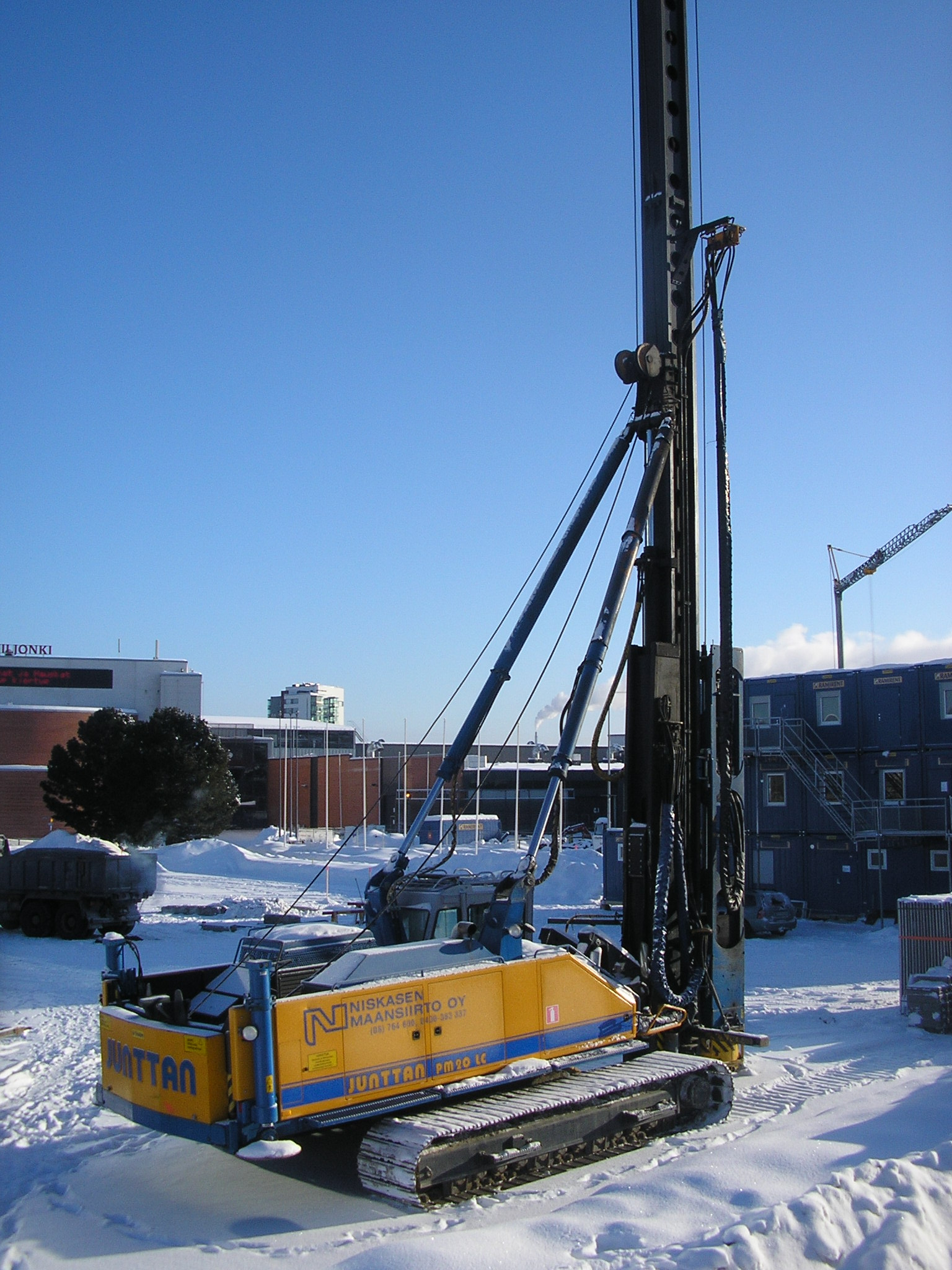
正在進行植樁的打樁機

打樁機是一種用於將樁打入土壤的設備。樁能為建築物或其他結構提供基础支撐。關於打樁機的發明有許多說法，早在1475年，弗朗西斯科·迪·喬治的論文《Trattato di Architectura》中就出現了打樁機的機械圖。此外，其他幾位著名的發明家詹姆斯·内史密斯、鐘錶匠詹姆斯·瓦盧、Giovan Battista Gazzola伯爵和列奥纳多·达·芬奇都被認為是打樁機的發明人之一。然而有證據表明，早在公元前3000年左右，居住在苏格兰的古人就使用了類似打樁機的設備。